# Maneaban Te Mauri
Maneaban Te Mauri (Bescherm de Maneaba) is een politieke partij in Kiribati. Bij de presidentsverkiezingen op 4 juli 2003 behaalde de kandidaat Harry Tong 43,5% van de stemmen. Zijn broer Anote Tong, van een andere politieke partij, werd president door 47,4% van de stemmen te behalen. 
Bij de parlementaire verkiezingen, die twee maanden eerder werden gehouden dan de presidentsverkiezingen, behaalde de partij 24 van de 41 zetels en werd daarmee de grootste politieke partij van Kiribati.